# Championnat d'Afrique des clubs champions féminin de volley-ball 2002
Navigation
Édition précédente Édition suivante
La 12e coupe d'Afrique des clubs champions de volley-ball féminin s'est déroulée du 23 au 27 avril 2002 à Dakar au Sénégal.

## Compétition

### Club en compétition
| Pays                                                 | Nombre d'équipes                                                                                                   | Équipes                                                   |
| ---------------------------------------------------- | --- | --------------------------------------------------------- |
| Algérie                                              | 1 | Mouloudia Club d'Alger                                    |
| Cameroun                                             | 0 | Institut national de la jeunesse et des sports            |
| République du Congo                                  | 1 | Inter Club Brazzaville                                    |
| République démocratique du Congo                     | 0 | VC Vita Club                                              |
| Côte d'Ivoire                                        | 1 | Association Sportive des Employés de Commerce des Mimosas |
| Kenya                                                | 1 | Kenya Pipelines Telkom Kenya                              |
| Rwanda                                               | 1 | National University of Rwanda volley-ball                 |
| Sénégal                                              | 1 | Sococim volley-ball Club                                  |
| Seychelles                                           | 1 | Cascade Volleyball Club                                   |
| - NB : - on signale les forfaits de quelques équipes | le club Camerounais de L'Institut National de la jeunesse et des sports de Yaondé - VC Vita Club Kinshasa du RCD - |                                                           |

### Classement
| # | Équipe                | Pts | J | G | P | Sp | Sc | Ratio | Pp  | Pc  | Ratio |
| - | --------------------- | --- | - | - | - | -- | -- | ----- | --- | --- | ----- |
| 1 | Pipelines Kenya       | 10  | 5 | 5 | 0 | 15 | 3  | 5     | 0   | 0   |       |
| 2 | MC Alger              | 9   | 5 | 4 | 1 | 14 | 3  | 4.667 | 0   | 0   |       |
| 3 | Cascade               | 8   | 5 | 3 | 2 | 10 | 6  | 1.667 | 374 | 295 | 1.268 |
| 4 | Sococim               | 7   | 5 | 2 | 3 | 0  | 0  | MAX   | 0   | 0   |       |
| 5 | Interclub Brazzaville | 6   | 5 | 1 | 4 | 0  | 0  | MAX   | 0   | 0   |       |
| 6 | University of Rwanda  | 5   | 5 | 0 | 5 | 0  | 15 | 0     | 0   | 0   |       |

## Classement final
| Rang                        | Équipe               |
| --------------------------- | -------------------- |
| Médaille d'or, Afrique      | Kenya Pipelines      |
| Médaille d'argent, Afrique  | MC Alger             |
| Médaille de bronze, Afrique | Cascade              |
| 4                           | Sococim              |
| 5                           | Inter Club           |
| 6                           | University of Rwanda |

## Récompenses
- MVP :
- Meilleure marqueuse :
- Meilleure contreuse :  Marie-Claude Laurence (Cascade)
- Meilleure serveuse :  Narimene Madani (MCA)
- Meilleure passeuse :  Naïma Belabes (MCA)
- Meilleure défenseur :  Mercy Wesutila (Pipelines)
- Meilleure réceptionneuse :  Khady Dramé (Inter Club)